# Euxoa dodi
Euxoa dodi là một loài bướm đêm trong họ Noctuidae.